# Грчарске Равне
Грчарске Равне (словен. Grčarske Ravne) су насељено место у општини Рибница, регија Југоисточна Словенија, Словенија.

## Историја
До територијалне реорганизације у Словенији биле су у саставу старе општине Рибница.

## Становништво
У попису становништва из 2011. године, Грчарске Равне су имале 13 становника.
| Број становника према пописима | Број становника према пописима | Број становника према пописима |
| ------------------------------ | ------------------------------ | ------------------------------ |
| 1991                           | 2002                           | 2011                           |
| 13                             | 7                              | 13                             |